# Knihovna Filozofické fakulty Univerzity Karlovy
Knihovna Filozofické fakulty Univerzity Karlovy je síť knihoven, spadajících pod Filozofickou fakultu Univerzity Karlovy v Praze. Slouží jako základní pracoviště fakulty pro poskytování informačních a knihovnických služeb studentům, akademikům i širší veřejnosti. Knihovnu FF UK tvoří Středisko vědeckých informací, které zajišťuje metodickou podporu knihoven a jednotlivé knihovny, které síť tvoří.

## Knihovní fondy a informační zdroje
Knihovní fondy Knihovny Filozofické fakulty Univerzity Karlovy dosahují počtu více než 1,1 milionu jednotek (stav v dubnu 2015), z čehož největší podíl tvoří knihy, svázané ročníky vědeckých časopisů a vysokoškolské kvalifikační práce. Každoročně narůstá podíl nových médií a elektronických zdrojů (elektronické knihy, elektronické časopisy aj.). Veškerý fond Knihovny Filozofické fakulty UK je prohledávatelný prostřednictvím centrálního vyhledávače UKAŽ.

## Středisko vědeckých informací
Zajišťuje majetkoprávní evidenci knihovních fondů FF UK, katalogizaci všech druhů dokumentů, správu seriálů a elektronických informačních zdrojů, sběr dat o publikační činnosti FF UK a správu knihovního systému ALMA. Metodicky řídí a koordinuje oborové knihovny FF UK, které zajišťují akvizici a správu oborových knihovních fondů, výpůjční služby, vzdělávací akce a semináře pro uživatele.

## Seznam knihoven

### nám. Jana Palacha 2, Praha 1
- Knihovna Jana Palacha
- Knihovna Fonetického ústavu
- Knihovna anglistiky a romanistiky
- Historický kabinet
- Knihovna Katedry pomocných věd historických a archivního studia
- Knihovna Ústavu filosofie a religionistiky
- Knihovna Ústavu germánských studií
- Knihovna Ústavu hudební vědy
- Knihovna finštiny

### Celetná 20, Praha 1
- Knihovna Celetná
  - Knihovna logiky
  - Knihovna romistiky
  - Knihovna hungaristiky
  - Knihovna etnologie
- Knihovna Ústavu řeckých a latinských studií
- Knihovna Ústavu pro archeologii
- Knihovna Katedry estetiky
- Knihovna Ústavu starého Předního východu
- Knihovna Dálného východu
- Knihovna Katedry Blízkého východu
- Knihovna indologie a indonesistik
- Knihovna Ústavu pro klasickou archeologii
- Knihovna Ústavu pro dějiny umění
- Knihovna Českého egyptologického ústavu UK

### Hybernská 3, Praha 1
- Knihovna Šporkova paláce

### Na Příkopě, Praha 1
- Knihovna mongolistiky a tibetanistiky